# Liste der Baudenkmäler in Altendorf (Landkreis Bamberg)
Auf dieser Seite sind die Baudenkmäler in der oberfränkischen Gemeinde Altendorf zusammengestellt. Diese Tabelle ist eine Teilliste der Liste der Baudenkmäler in Bayern. Grundlage ist die Bayerische Denkmalliste, die auf Basis des Bayerischen Denkmalschutzgesetzes vom 1. Oktober 1973 erstmals erstellt wurde und seither durch das Bayerische Landesamt für Denkmalpflege geführt wird. Die folgenden Angaben ersetzen nicht die rechtsverbindliche Auskunft der Denkmalschutzbehörde.
 Diese Liste gibt den Fortschreibungsstand vom 13. August 2016 wieder und enthält 15 Baudenkmäler.

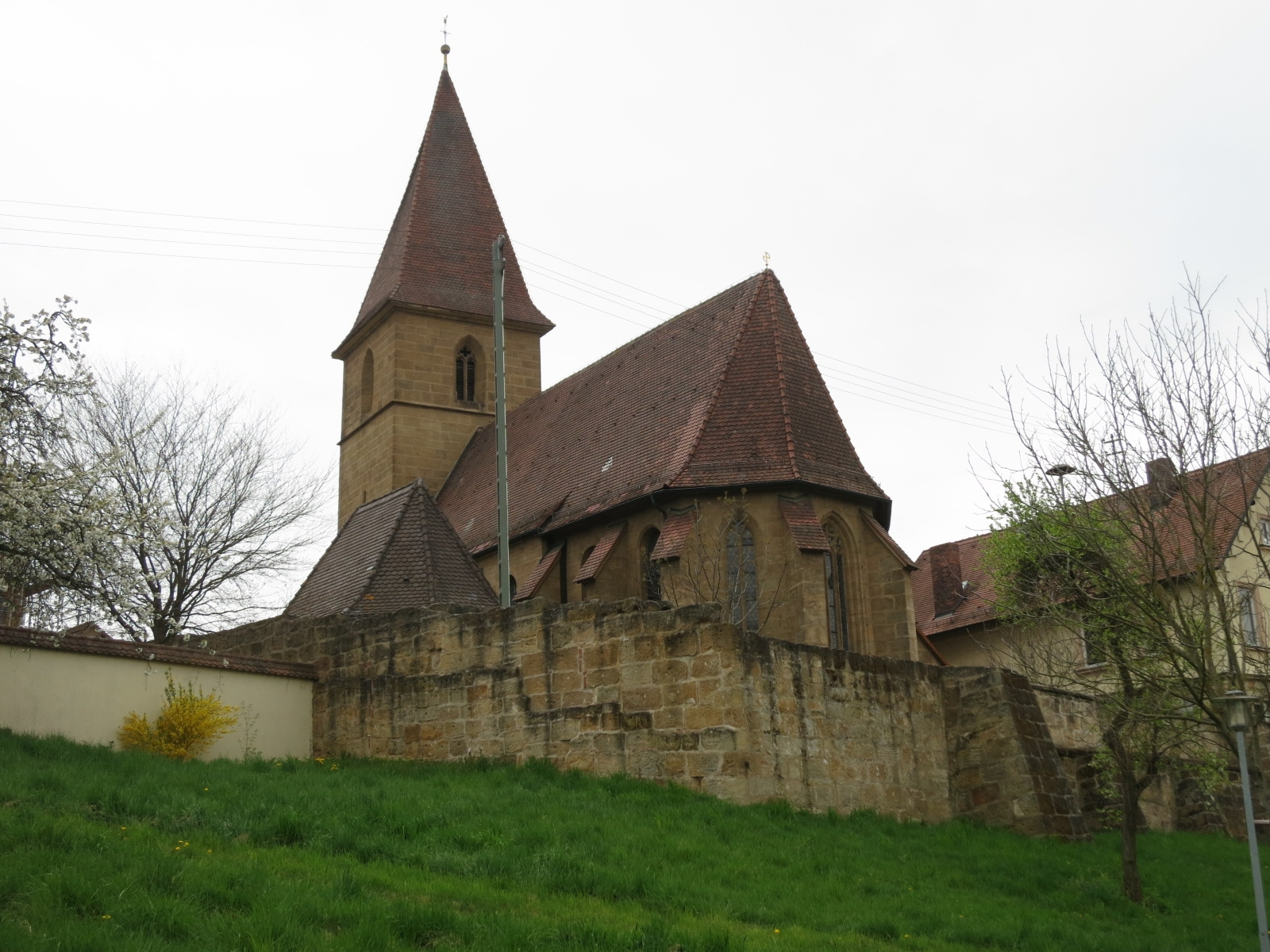
Kirche in Seußling

## Baudenkmäler nach Ortsteilen

### Altendorf
| Lage                                                                               | Objekt                                          | Beschreibung | Akten-Nr.               | Bild           |
| ---------------------------------------------------------------------------------- | ----------------------------------------------- | --- | ----------------------- | -------------- |
| Bamberger Straße 11 (Standort)                                                     | Fachwerkstadel                                  | Satteldach, Anbau mit Pultdach, wohl um 1730 und spätes 19. Jahrhundert                                                           | D-4-71-111-1 Wikidata   | weitere Bilder |
| Egloffsteiner Ring 2 (Standort)                                                    | Gasthof Egloffsteinerhof, ehemalige Poststation | Stattlicher Halbwalmdachbau, Fachwerkobergeschoss, 17./18. Jahrhundert, teilweise erneuert                                        | D-4-71-111-3 Wikidata   | weitere Bilder |
| Egloffsteiner Ring 2 (Standort)                                                    | Hofanlage, Umfassungsmauer                      | Mit drei Torbögen, bezeichnet mit „1678“ bzw. „1697“                                                                              | D-4-71-111-3 zugehörig  | weitere Bilder |
| Egloffsteiner Ring 9 (Standort)                                                    | Ehemaliges Pfarrhaus                            | Massiver, zweigeschossiger Walmdachbau, verputzt, gequaderte Ecklisenen, Mitte 19. Jahrhundert                                    | D-4-71-111-4 Wikidata   | weitere Bilder |
| Egloffsteiner Ring 28 a (Standort)                                                 | Bauernhaus                                      | Zweigeschossiger Walmdachbau mit Sandstein und Fachwerk, Stallanbau mit Satteldach, 17./18. Jahrhundert                           | D-4-71-111-5 Wikidata   | weitere Bilder |
| Egloffsteiner Ring 28 a (Standort)                                                 | Sandsteinpfosten                                | | D-4-71-111-5 zugehörig  | weitere Bilder |
| Egloffsteiner Ring 52 (Standort)                                                   | Ehemalige Mühle                                 | Zweigeschossiger, verputzter Satteldachbau, spätbarock, bezeichnet mit „1818“                                                     | D-4-71-111-6 Wikidata   | weitere Bilder |
| Nähe Egloffsteiner Ring (Standort)                                                 | Katholische Kapelle                             | Sandsteinquader, Saalbau, Satteldach mit Giebelreiter, neuromanisch, bezeichnet mit „1852“ und „1923“ (Vorhalle); mit Ausstattung | D-4-71-111-2 Wikidata   | weitere Bilder |
| Strichfelder; an der Staatsstraße 2244 (ehemals B 4) Richtung Hirschaid (Standort) | Bildstock                                       | Sandstein, gebauchter Säulenschaft, vierseitiger Aufsatz mit Giebelabdachung, 17. Jahrhundert                                     | D-4-71-111-14 Wikidata  | BW             |
| Strichfelder; an der Staatsstraße 2244 (ehemals B 4) Richtung Hirschaid (Standort) | Kreuzstein                                      | Sandstein, eingeritztes lateinisches Kreuz, wohl spätmittelalterlich                                                              | D-4-71-111-14 zugehörig | BW             |

### Seußling
| Lage                                                               | Objekt                                | Beschreibung | Akten-Nr.               | Bild            |
| ------------------------------------------------------------------ | ------------------------------------- | --- | ----------------------- | --------------- |
| Hauptstraße 21 (Standort)                                          | Pietàrelief                           | Halbrund gefasst, 19. Jahrhundert | D-4-71-111-8 Wikidata   | Pietàrelief     |
| Hauptstraße 24a (Standort)                                         | Kleinbauernhaus                       | Eingeschossiger, giebelständiger Satteldachbau, massiv und verputzt, um 1850 | D-4-71-111-9 Wikidata   | Kleinbauernhaus |
| Hauptstraße 27 (Standort)                                          | Pfarrhof                              | Pfarrhaus, stattlicher, zweigeschossiger Traufseitbau, Sandsteinquader, 1623 von Giovanni Bonalino | D-4-71-111-10 Wikidata  | BW              |
| Hauptstraße 27 (Standort)                                          | Pfarrhof                              | Torbogen bezeichnet mit „1625“ | D-4-71-111-10 zugehörig | weitere Bilder  |
| Hauptstraße 27 (Standort)                                          | Pfarrhof                              | Fachwerkstadel, Satteldach, erste Hälfte 18. Jahrhundert | D-4-71-111-10 zugehörig | weitere Bilder  |
| Hauptstraße 58 (Standort)                                          | Fachwerkstadel                        | Satteldach, Wetterdach am Giebel, 18. Jahrhundert | D-4-71-111-12 Wikidata  | Fachwerkstadel  |
| Herrnröte, am neuen Friedhof gegen Sassanfahrt (Standort)          | Bildstock                             | Sandstein, mit Walmdachabschluss, davor Altartisch, bezeichnet mit „1497“ | D-4-71-111-13 Wikidata  | Bildstock       |
| Nähe Hauptstraße (Standort)                                        | Katholische Pfarrkirche St. Sigismund | Stattlicher, viergeschossiger Fassadenturm mit Zeltdach, obere beide Geschosse und Dach 1435, Saalbau 1450, 1475 erhöht und gewölbt, leicht eingezogener Chor mit zeitgleicher Krypta 1450, mit Streben besetzt, innen bez. 1470, 1731 verändert; mit Ausstattung | D-4-71-111-7 Wikidata   | weitere Bilder  |
| Nähe Hauptstraße (Standort)                                        | Beinhaus                              | 15./16. Jahrhundert, im Untergeschoss eines kleinen Anbaus nördlich am Chor | D-4-71-111-7 zugehörig  | weitere Bilder  |
| Nähe Hauptstraße (Standort)                                        | Reste einer Kirchhofbefestigung       | Auf der Ostseite mit Streben besetzt, spätmittelalterlich | D-4-71-111-7 zugehörig  | weitere Bilder  |
| Nähe Regnitzstraße; Regnitzstraße 1; bei Hauptstraße 33 (Standort) | Bildstock                             | Sandstein, gebauchter Schaft, vierseitiger Aufsatz mit Giebelbedachung, erste Hälfte 17. Jahrhundert | D-4-71-111-11 Wikidata  | Bildstock       |